# Howick, Lancashire
Howick var en civil parish från 1866 till 1934 då den blev en del av Penwortham och Lea, i grevskapet Lancashire, i England. Civil parish var belägen 4 km från Preston och hade 136 invånare år 1931.